# حول شؤون إسبانيا (كتاب)

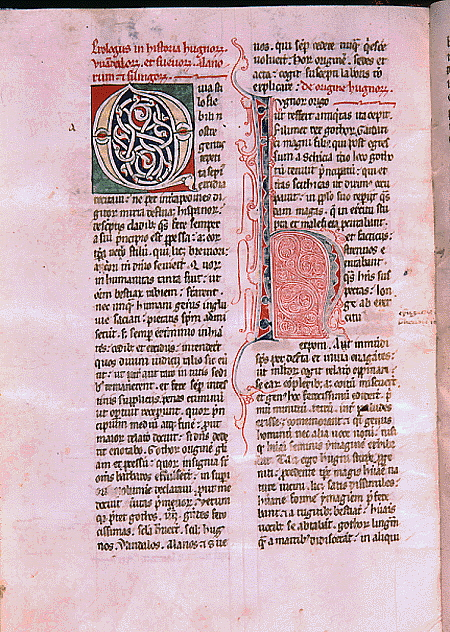
مخطوطة حول شؤون إسبانيا

حول شؤون إسبانيا هو كتاب تاريخ لشبه الجزيرة الأيبيرية باللغة اللاتينية ألَّفه رئيس أساقفة طليطلة [الإنجليزية] رودريجو خيمينيز دي رادا [الإنجليزية] في النصف الأول من القرن الثالث عشر نيابة عن الملك فرديناند الثالث ملك قشتالة.
يتألف الكتاب من تسعة مجلدات تحتوي على تاريخ شبه الجزيرة من الشعوب الأولى حتى عام 1243. ولأول مرة في التأريخ الإسباني، استخدم خيمينيز دي رادا مصادر أندلسية وإسلامية وطور رؤية لجميع الأراضي شبه الجزيرة بما في ذلك ممالك أراغون، ونافارا، والبرتغال، وقشتالة، وليون، وسلف ليون مملكة أستورياس. يخصص الكتاب قسمًا كبيرًا لسيادة مملكة القوط الغربيين؛ والفصل المعنون " تاريخ القوط الغربيين" هو فصل واسع ومفصل للغاية. وتغطي الأقسام الأخرى الشعوب الأخرى المختلفة في شبه الجزيرة: الرومان، القوط الشرقيون، الهون، الوندال، السويبيون، الآلان، العرب، إلخ.
حظي هذا العمل بقبول واسع النطاق وتُرجم إلى معظم اللغات الرومانسية. كان على مر القرون مصدرًا مهمًا لدراسة تاريخ إسبانيا والأندلس في القراءات الأوروبية.

## الطبعات
- تاريخ حول شؤون إسبانيا. المقدمة والترجمة والملاحظات والمؤشرات بقلم خوان فرنانديز فالفيردي. مدريد: افتتاحية أليانزا، 1989.

## ملحوظات
1. ↑  مذكور في: The New Cambridge Medieval History. الناشر: مطبعة جامعة كامبريدج. لغة العمل أو لغة الاسم: الإنجليزية. تاريخ النشر: 2 ألفية.
2. ↑  De rebus Hispaniae is the original Latin title. Historia gótica is the later vulgar title. It is also known as the Cronicón del Toledano or Cronicón de las cosas sucedidas en España, or in English A General History of Spain.